# Johan Josef Pippingsköld
Johan Josef Pippingsköld, född 30 oktober 1792 i Åbo, död där 30 mars 1832, var en finländsk musikfrämjare.
Pippingsköld, som var anställd som tjänsteman vid Åbo hovrätt, grundade 1819 i Åbo Finlands första studentkör (Sångsällskapet) och hörde även till de första upptecknarna av folkmelodier.